# Réaction de Seliwanoff

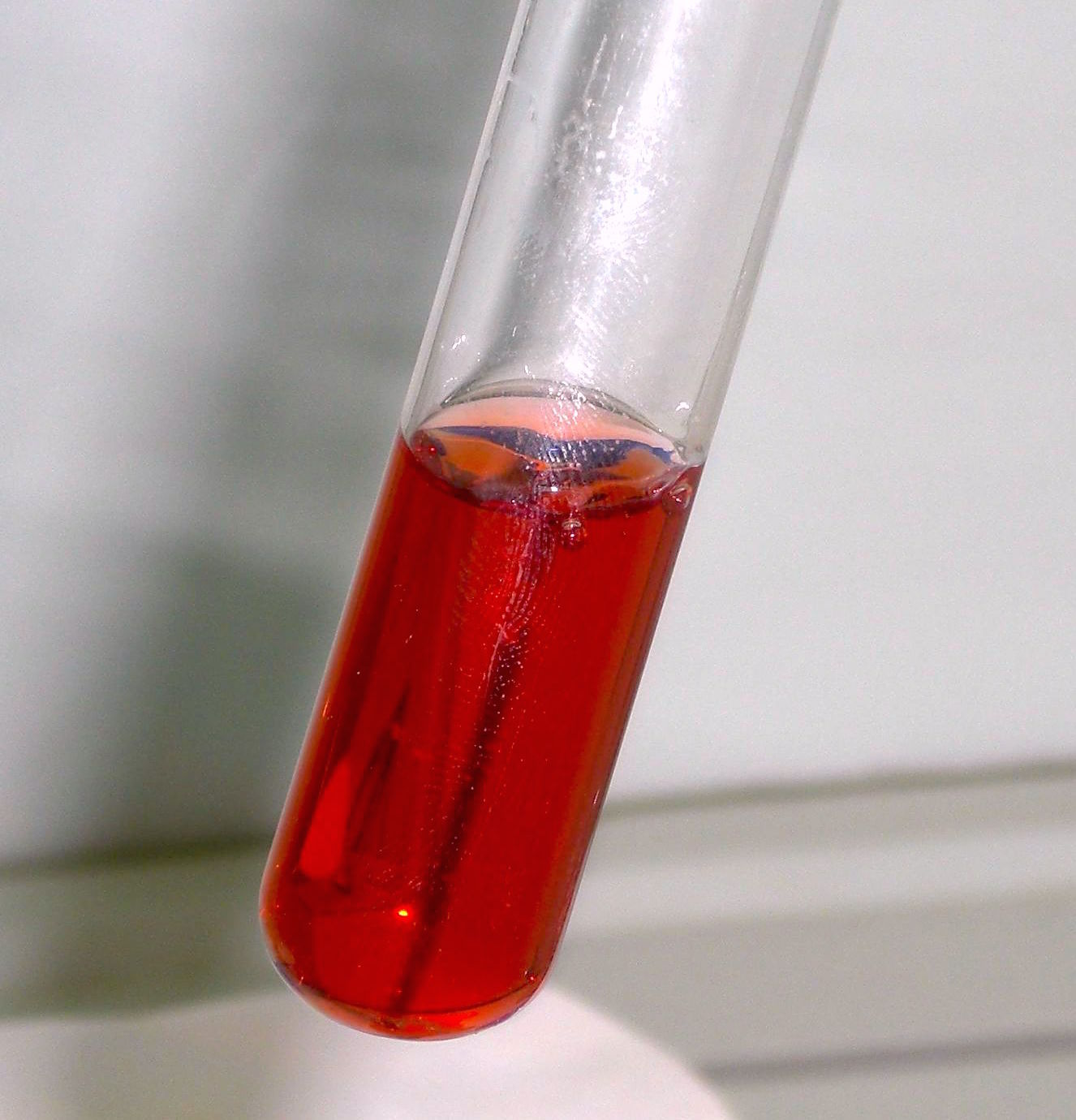
Résultat positive d'un test de Seliwanoff

La réaction ou le test de Seliwanoff est un test chimique qui distingue les aldoses des cétoses. Ce test est basé sur le fait que, lorsqu'ils sont chauffés en milieu acide, les cétoses se déshydratent plus rapidement que les aldoses. Le test est nommé d'après Theodor Seliwanoff (de), le chimiste qui l’a conçu.
Les réactifs sont constitués d’acide chlorhydrique concentré et de résorcinol :
- L'hydrolyse acide des polysaccharides et des oligosaccharides donne des sucres simples puis des dérivés furfuraliques comme le furfural.
- Le furfural réagit ensuite avec le résorcinol pour produire une couleur rouge cerise foncé. Les aldoses peuvent réagir légèrement pour produire une couleur rose pâle.

Le saccharose donne un résultat positif avec ce test car il est un disaccharide composé de fructose et de glucose.

La réaction de Seliwanoff